# Carlo Cardia
Carlo Cardia, profesor je Crkvenog prava i predaje filozofiju prava na Sveučilištu Roma Tre. Bio je ustavni savjetnik predsjednika parlamenta te je 1984. bio imenovan u Paritetnu talijansko-vatikansku komisiju za određivanje konkordatskog predmeta s obzirom na ustanove i crkvena dobra i financijski odnos između države i Katoličke Crkve. Od 1984. do danas kao član vladinih vijeća o pitanjima vjerskih sloboda bio je među glavnim suautorima donošenja novoga crkvenog zakona. Autor je brojnih tekstova i članaka s područja povijesti, prava i filozofije, s posebnim osvrtom na teme vjerskih sloboda, ljudskih prava, etike i multikulturalnosti.